# Poul Pilgaard Johnsen
Poul Pilgaard Johnsen (født 3. september 1965) er en dansk journalist, forfatter, radiovært og forlægger (forlaget Bianco Luno). Poul Pilgaard Johnsen skriver for Weekendavisen.
Han er vokset op i Sdr. Felding, læste jura, men afbrød, da han kom på Journalisthøjskolen og i praktik på Horsens Folkeblad.
Inden han i 1996 skiftede til Weekendavisen, var han daglig leder af den kommunalt finansierede Radio Gladsaxe. I 2003 etablerede han Forlaget Bianco Luno. Han er forfatter til bøgerne Forførerne (2002), Flaskens Ånd (2003), Generalen – Kjeld Hillingsø (2003), Det fordømte menneske – Jørgen Leth og den nye sædelighedsfejde (2005) og Tandlægens masker (2007) samt til lyddokumentarforestillingen Aparte enklave på teatret Camp X (2007). I en række artikler i Weekendavisen omkring årsskiftet 2010/2011 afslørede Poul Pilgaard Johnsen hjerneforskeren Milena Penkowa og Danmarkshistoriens hidtil største sag om videnskabelig uredelighed, og fra november 2011 blev han vært i programmet Flaskens Ånd på den nystartede Radio24syv.
Senere afslørede han også sagen mod den finske spion/agent Timo Kivimäki, professor ved Københavns Universitet. I 2013 vandt han i Frederiksberg Ret en injuriesag, som Milena Penkowa havde anlagt mod ham. I 2017 afslørede Poul Pilgaard Johnsen, at den stadig levende Hugo Henning Plaun, som i 50 år havde haft held med at udgive sig for at være en højt dekoreret dansk krigshelt, der kæmpede for de allierede i det britiske Special Air Service, i virkeligheden meldte sig frivilligt til Waffen-SS i 1943.